# 堀豊彦
堀 豊彦（ほり とよひこ、1899年9月24日 - 1986年4月9日）は、日本の政治学者。東京大学名誉教授。日本基督教団の会員。オランダ通詞・堀達之助の曾孫。子に倫理学者・英学者の堀孝彦がいる。

## 生涯
山口県赤間に村田豊作、ナリの三男として生まれる。1912年に母方の姓の堀になる。1913年鹿児島のバプテスト教会で青木澄十郎から洗礼を受ける。鹿児島県立第二鹿児島中学校 (旧制)および第七高等学校造士館 (旧制)卒業。1924年東京帝国大学法学部を卒業する。1926年よりイギリスのオックスフォード大学とドイツに留学し、1929年帰国後に台北帝国大学教授に就任する。
1942年より九州帝国大学教授になる。戦後は東京大学法学部教授、1960年定年退官。早稲田大学政治経済学部の専任講師になり、のちに客員教授になる。
1951年キリスト者平和の会の会員になり、数回委員長を経験する。1952年より1975年まで東京大学キリスト教青年会（YMCA)の理事長を務める。また、日本基督教団武蔵野教会の会員であった。墓所は多磨霊園(22-1-84)

## 著書
- 『國家目的論の考察』、巖松堂書店, 1936
- 『中世紀の政治學』、岩波書店, 1942
- 『デモクラシーと自由主義』、惇信堂, 1946
- 『政治學』、法政大學通信教育部, 1948
- 『國家論』、法政大學通信教育部, 1949
- 『國家主權の絶對性』、弘文堂, 1950
- 『政治原論』、東京大學出版會, 1952-1954
- 『政治學原論』、東京大学出版会, 1956
- 『最も慰めに充ちた言葉』私家版、1986年
- 『デモクラシーと抵抗権』、東京大学出版会, 1988

### 共編著
- （鵜飼信成）『政治・法律』誠文堂新光社 1962

## 翻訳
- G・P・グーチ『イギリス政治思想（1）ベーコンからハリファックス』、岩波書店, 1952
- W・L・デイヴィッドスン『イギリス政治思想（3）ベンサムからミルにいたる功利主義者』、岩波書店, 1953
- E・バーカー『イギリス政治思想（4）H.スペンサーから1914年まで』、岩波書店, 1954
- H・J・ラスキ『イギリス政治思想（2）ロックからベンサムまで』、岩波書店, 1958
- アーネスト・バーカー『政治学原理』、勁草書房, 1969

## 参考
- 東京大学100年史
- 『日本キリスト教歴史大事典』教文館、1988年